# غراهام موراي
غراهام موراي (بالإنجليزية: Graham Murray)‏ هو لاعب دوري الرغبي أسترالي، ولد في 6 يناير 1955، وتوفي في 28 يوليو 2013 في بريزبان في أستراليا بسبب نوبة قلبية.